# 有意学习
有意学习（Intentional Learning）為有意向學習材料並將其轉換給記憶，与偶然学习相对。
在学校教育条件下，都强调有规定目的的有意学习。
1. ↑  Shahbaz Ahmed, Karachi Medical and Dental College, Pakistan. . Journal of Psychology and Clinical Psychiatry. 2017.